# Carlos Chacho Álvarez
Carlos Álvarez (Buenos Aires, 26 de dezembro de 1948), apelidado de Chacho, é um político argentino, que foi vice-presidente de seu país durante a gestão do presidente Fernando de la Rúa. Em 8 de dezembro de 2005, foi eleito presidente da Comissão de Representantes Permanentes do Mercosul.